# Zabolotne, Șostka
Zabolotne (în ucraineană Заболотне) este un sat în comuna Klîșkî din raionul Șostka, regiunea Sumî, Ucraina.

## Demografie
Componența lingvistică a localității Zabolotne
     Ucraineană (92,21%)
     Rusă (5,19%)
     Belarusă (1,3%)
Conform recensământului din 2001, majoritatea populației localității Zabolotne era vorbitoare de ucraineană (92,21%), existând în minoritate și vorbitori de rusă (5,19%) și belarusă (1,3%).